# Línies d'Alta Velocitat alemanyes

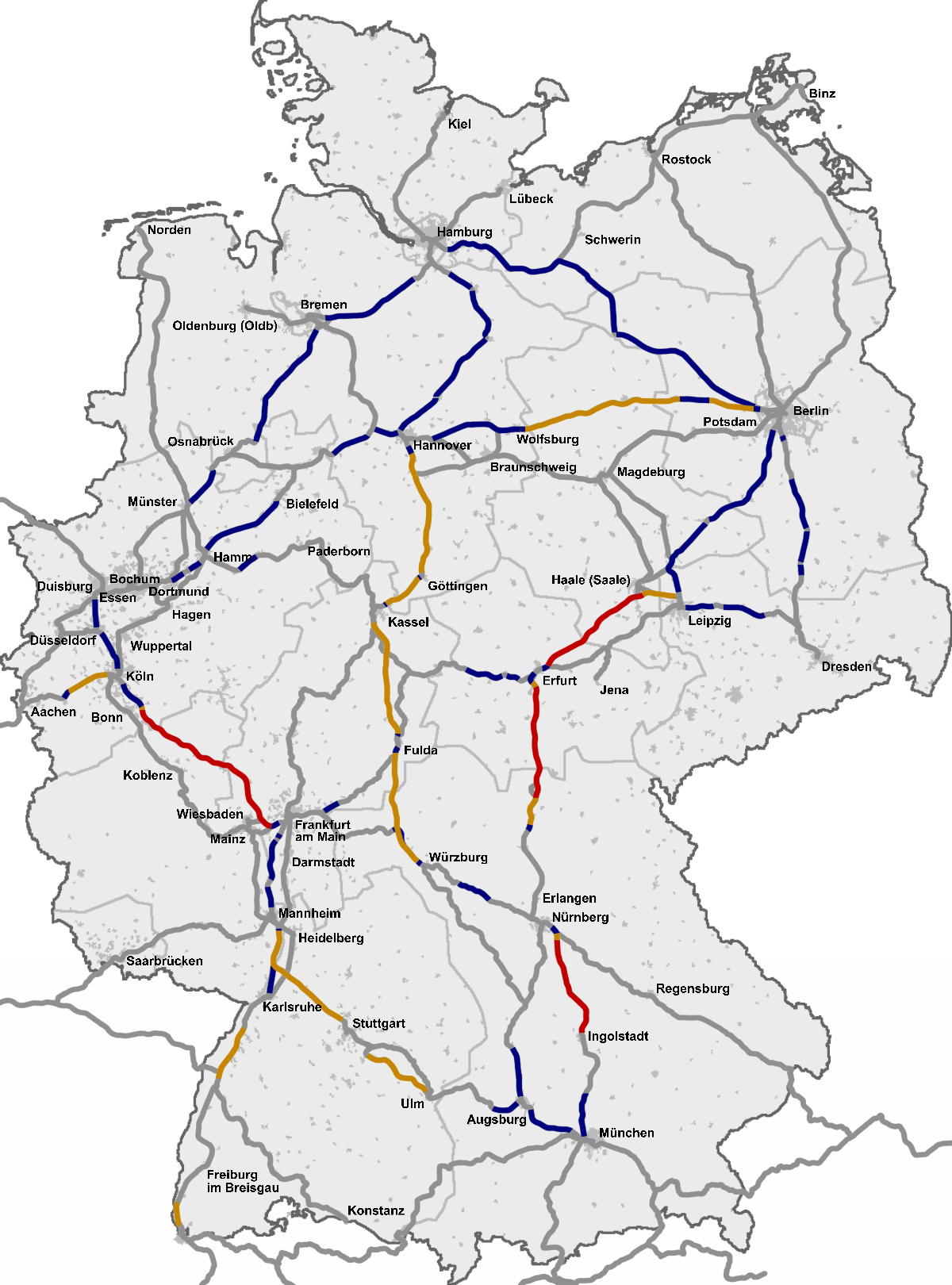
Xarxa dels ICE (InterCity Express): ■ Vermell per a Línies d'Alta Velocitat per a 300 km/h, ■ Taronja per a Línies d'Alta Velocitat de 250 a 280 km/h, ■ Blau per a línies millorades, 200 a 230 km/h i ■ Gris per a altres línies, màxim 160 km / h.

La construcció del primer Ferrocarril d'Alta Velocitat a Alemanya va començar poc després de la dels LGV francesos (lignes à gran vitesse, Línies d'Alta Velocitat). No obstant això, les batalles legals van causar retards significatius, per la qual cosa els trens Intercity-Express (ICE) alemanys es van desplegar deu anys després que s'establira la xarxa TGV.

## InterCityExpress
Els primers trens ICE programats regularment començaren les operacions el 2 de juny de 1991 des d'Hamburg-Altona a través d'Hamburg Hbf - Hannover Hbf - Kassel-Wilhelmshöhe - Fulda - Frankfurt Hbf - Mannheim Hbf i Stuttgart Hbf cap a München Hbf en la nova línia 6 d'ICE. La xarxa ICE està més estretament integrada amb línies i trens preexistents com a resultat de la diferent estructura d'habitabilitat a Alemanya, que té gairebé el doble de la densitat de població de França. Els trens ICE arribaren a destinacions a Àustria i Suïssa poc després de començar les operacions, aprofitant el mateix voltatge utilitzat en aquests països. A partir del 2000, els trens multisistema ICE de tercera generació van afegiren les primeres destinacions als Països Baixos i Bèlgica. La tercera generació de l'ICE té una velocitat de servei de 330 km/h i ha assolit velocitats de fins a 363 km/h.
L'admissió de trens ICE en els LGV francesos es va sol·licitar en 2001, i les proves es van completar en 2005. Des de juny de 2007, els ICE presten servei a París des de Frankfurt i Saarbrücken a través del LGV Est.
A diferència del Shinkansen japonès, Alemanya ha experimentat un accident fatal en un servei d'Alta Velocitat. En el desastre del tren de Eschede en 1998, un ICE de primera generació va experimentar una falla catastròfica de la roda mentre viatjava a 200 km/h a prop d'Eschede, després de queixes de vibració excessiva. De 287 passatgers a bord, 101 persones van morir i 88 van resultar ferides en el descarrilament resultant, que es va agreujar pel xoc del tren amb el pont d'una carretera i el seu col·lapse. L'accident va ser conseqüència del disseny defectuós de la roda i, després del xoc, totes les rodes ICE d'aquest disseny van ser redissenyades i reemplaçades.
Els trens Thalys començaren a circular a Alemanya el 1997, des del HSL 3 belga fins a Aquisgrà i Colònia emprant la Línia d'Alta Velocitat Colònia-Aquisgrà. Els trens TGV POS començaren la circulació per dins del territori Alemany el 2007, a Karlsruhe i Stuttgart utilitzant les línies d'alta velocitat Mannheim – Stuttgart i Karlsruhe – Basilea.

## Transrapid
Alemanya ha desenvolupat el Transrapid, un sistema de tren maglev. El Transrapid aconsegueix velocitats de fins a 550 km/h. La instal·lació de prova de Emsland, amb una longitud total de 31,5 km, va funcionar fins a 2011 quan es va tancar i el 2012 s'aprovà la seva demolició. A la Xina, el Xangai Maglev Train, un maglev basat en tecnologia Transrapid construït en col·laboració amb Siemens, Alemanya, ha estat operatiu des de març del 2004.

## Llistat de Línies d'Alta Velocitat

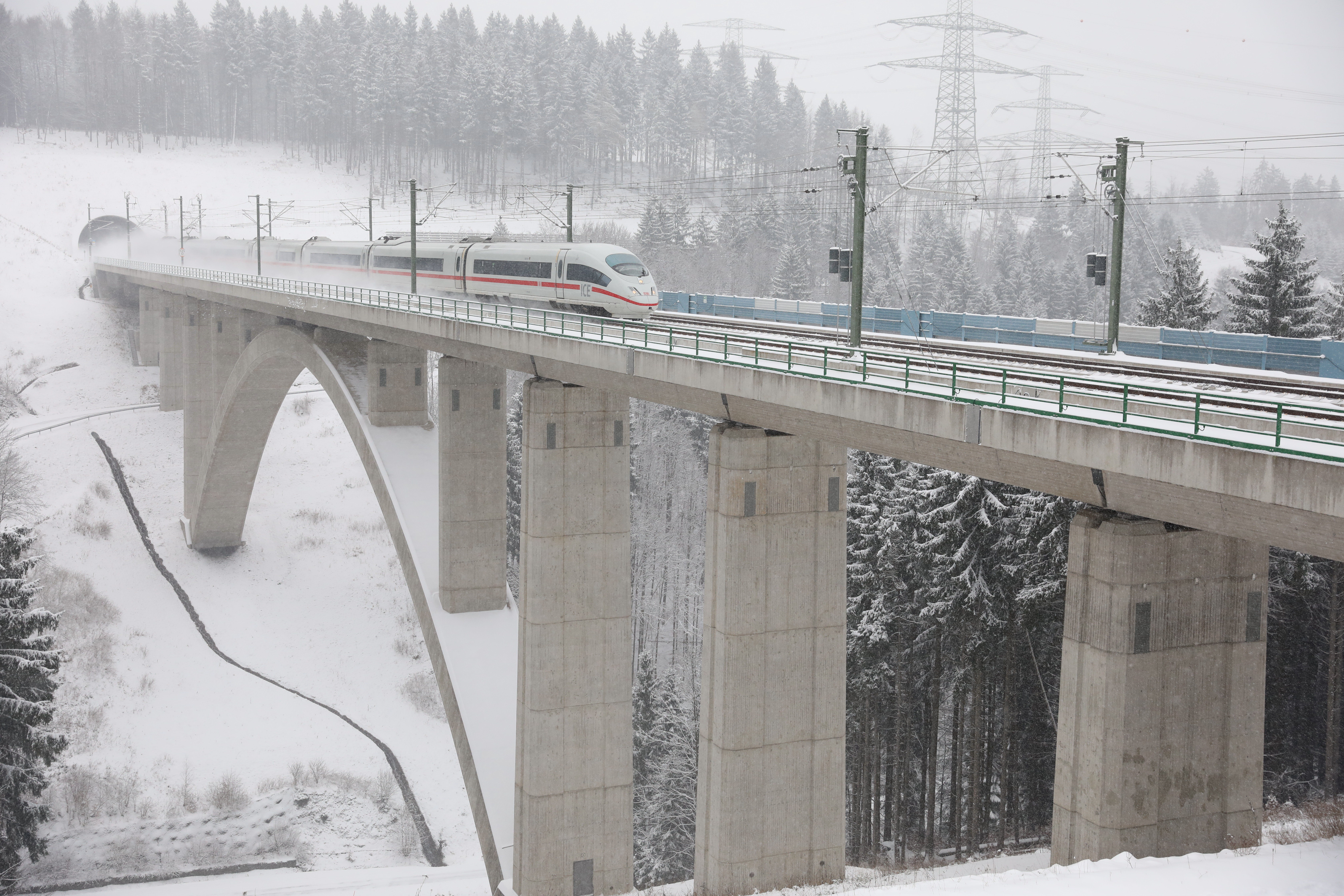
ICE de tercera generació en la Línia d'Alta Velocitat Nuremberg – Erfurt

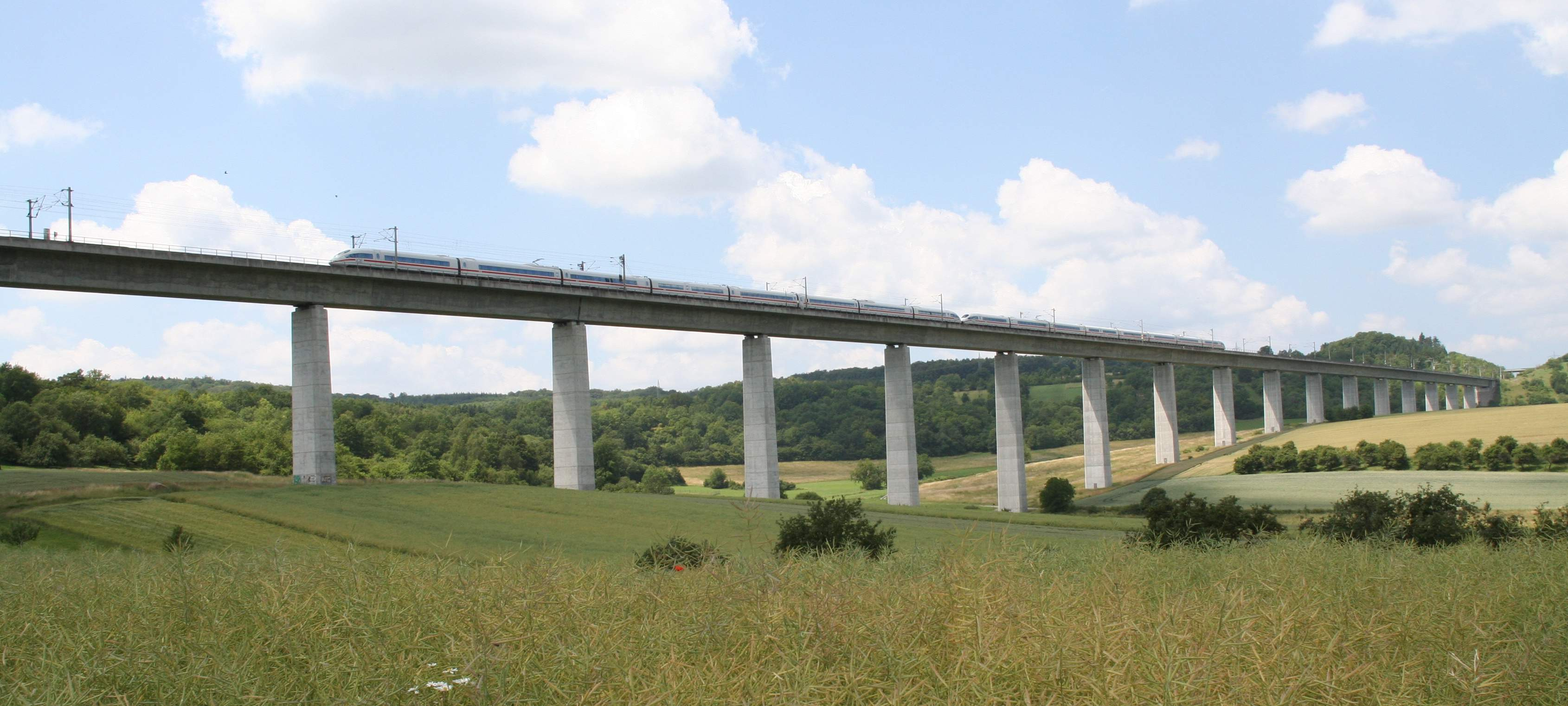
Bartelsgrabentalbrücke de la Línia d'Alta Velocitat Hannover – Würzburg

### Línia millorada
- Línia d'Alta Velocitat Colònia-Aachen (línia millorada, 250 km/h)

### Línia parcialment nova
Part d'aquestes rutes són construccions noves que s'executen al llarg o prop de la ruta existent o anterior: 
- Línia d'Alta Velocitat Hanóver – Berlín (línia parcialment nova, 250   km/h en la nova secció, 160 i 200 km/h en les seccions existents)
- Nuremberg – Erfurt (línia parcialment nova, 300 km/h)

### Línia completament nova
Projectes de construcció completament nous: 
- Colònia-Frankfurt (nova línia, 300 km/h)
- Hannover-Wurzburg (nova línia, 280 km/h)
- Mannheim – Stuttgart (nova línia, 280 km/h)
- Erfurt – Leipzig / Halle (nova línia, 300 km/h)

### Línies encara no completades
- Frankfurt-Mannheim (nova línia, 300 km/h, en planificació)
- Karlsruhe – Basilea (nova línia, 250 km/h, incomplet)
- Hanau-Gelnhausen (nova línia, 300 km/h, en planificació)
- Stuttgart – Wendlingen (nova línia, 250 km/h, en construcció)
- Wendlingen – Ulm (nova línia, 250 km/h, en construcció)